# Fontanals de Cerdanya
Fontanals de Cerdanya est une commune d'Espagne espagnole dans la communauté autonome de Catalogne, province de Gérone, de la comarque de Basse-Cerdagne. La commune est la fusion de deux anciens villages, Queixans (es) et Urtx (ca).

## Géographie
La commune est située dans la comarque de basse Cerdagne, dans la vallée de Cerdagne, une région historique située sur le versant sud des Pyrénées ; la frontière entre la France et l'Espagne, qui sépare cette région en deux, se trouve à moins de 500 m des limites de la commune et à moins de 2 km du village de Queixans.

## Transports
La ligne de train R3 passe par la gare d'Urtx-Alp, près du village d'Urtx.

## Histoire
La commune est créée en 1969 par la fusion de deux villages, Queixans et Urtx.